# 최상덕 (야구인)
최상덕(崔尙德, 1971년 3월 31일 ~ )은 전 KBO 리그 한화 이글스의 투수이자, 현 KBO 리그 LG 트윈스의 수석코치이다.

## 선수 시절

### 태평양 돌핀스시절
1994년 한국프로야구 신인 드래프트에서 1차 지명을 받아 입단하였다. 1994년에 13승(구원승 7승) 9패, 1세이브, 2점대 평균자책점을 기록하며 신인 데뷔 첫 해에 팀의 1994년 한국시리즈 진출에 공헌했다. 그러나 5선발 자원을 중간 계투로 등판시키고, 엄청난 연투를 시키면서도 혹사라 생각하지 않는 등 현대 야구와 맞지 않는 가치관을 가진 데다 연투를 시키고 감으로만 투수 교체를 단행하는 김시진의 스타일 탓인지 1995년에는 방위 복무 때문에 1승도 기록하지 못했고, 6월 25일 한화전에서 장종훈의 타구에 얼굴을 정통으로 맞아 앞니가 3개나 부러지는 부상을 당했다. 그 이후 내리막길을 걷기 시작했다. 부상 복귀 후 1996년에 팀이 현대 유니콘스로 바뀌며 당시 드래프트 최대어였던 박재홍을 해태 타이거즈가 지명한 뒤 현대 유니콘스에 지명권을 양도하는 조건으로 해태 타이거즈로 이적했다.

### 해태 타이거즈시절 &KIA 타이거즈시절
1999년에 7승을 기록했다. 2000년과 2001년 시즌 2년 연속 12승(모두 선발승)을 거두며 팀의 에이스로 이름을 날렸다. 2001년 7월 25일 롯데 자이언츠전에서 승리하며 팀의 마지막 승리 투수, 마지막 완투승 투수, 마지막 완봉승 투수가 됐다. 2004년에 극심한 부진을 겪었고, 2005년 말 마해영, 서동욱과 함께 LG 트윈스로 트레이드됐다.

### LG 트윈스시절
2006년에 입단하였다. 심한 부진으로 1년도 안 돼 또 다시 방출됐다.

### SK 와이번스시절
2007년에 입단하였다.

### 한화 이글스시절
2009년에 입단하였다.

## 야구선수 은퇴 후
방출 후 현역에서 은퇴하고 2010년에 넥센 히어로즈의 불펜투수코치로 활동했다. 정민태가 떠난 후 메인 투수코치가 됐다. 2016년 시즌 후 SK 와이번스의 투수코치로 선임되었고 2020년까지 불펜과 메인투수코치를 했고 2020년엔 PDA/투수코치를 하다가 재계약에 실패를 했다. 이후에 2021년에 모교인 인천고등학교에서 인스트럭터로 활동했다.

## 출신 학교
- 인천숭의초등학교
- 동인천중학교
- 인천고등학교
- 홍익대학교

## 통산 기록
| 연도 | 팀명   | 평균자책점 | 경기 | 완투 | 완봉 | 승 | 패 | 세이브 | 홀드 | 승률  | 타자 | 이닝     | 피안타 | 피홈런 | 볼넷 | 사구 | 탈삼진 | 실점 | 자책점 |
| ---- | ------ | ---------- | ---- | ---- | ---- | -- | -- | ------ | ---- | ----- | ---- | -------- | ------ | ------ | ---- | ---- | ------ | ---- | ------ |
| 1994 | 태평양 | 2.51       | 36   | 2    | 1    | 13 | 9  | 1      | 0    | 0.591 | 635  | 158      | 123    | 9      | 59   | 4    | 90     | 45   | 44     |
| 1995 | 태평양 | 8.28       | 10   | 0    | 0    | 0  | 4  | 0      | 0    | 0.000 | 143  | 29 1/3   | 42     | 5      | 16   | 2    | 17     | 27   | 27     |
| 1996 | 해태   | 9.31       | 4    | 0    | 0    | 0  | 2  | 0      | 0    | 0.000 | 51   | 9 2/3    | 20     | 1      | 3    | 1    | 4      | 12   | 10     |
| 1998 | 해태   | 4.25       | 30   | 0    | 0    | 8  | 2  | 1      | 0    | 0.800 | 417  | 97 1/3   | 105    | 15     | 29   | 4    | 56     | 49   | 46     |
| 1999 | 해태   | 5.33       | 29   | 2    | 1    | 7  | 5  | 1      | 0    | 0.583 | 527  | 121 2/3  | 123    | 27     | 40   | 6    | 73     | 82   | 72     |
| 2000 | 해태   | 4.56       | 30   | 6    | 1    | 12 | 9  | 0      | 0    | 0.571 | 802  | 185 2/3  | 193    | 28     | 62   | 11   | 136    | 102  | 94     |
| 2001 | KIA    | 4.32       | 29   | 8    | 3    | 12 | 10 | 0      | 0    | 0.545 | 790  | 185 1/3  | 179    | 20     | 64   | 10   | 106    | 98   | 89     |
| 2002 | KIA    | 4.47       | 24   | 1    | 0    | 8  | 7  | 0      | 0    | 0.533 | 578  | 133      | 150    | 23     | 33   | 4    | 79     | 79   | 66     |
| 2003 | KIA    | 3.56       | 22   | 2    | 1    | 11 | 5  | 0      | 0    | 0.688 | 534  | 126 1/3  | 128    | 16     | 38   | 5    | 63     | 53   | 50     |
| 2004 | KIA    | 12.89      | 5    | 0    | 0    | 1  | 2  | 0      | 0    | 0.333 | 83   | 14 2/3   | 28     | 4      | 12   | 1    | 10     | 22   | 21     |
| 2005 | KIA    | 6.02       | 24   | 0    | 0    | 1  | 5  | 2      | 2    | 0.167 | 279  | 61 1/3   | 71     | 8      | 24   | 8    | 48     | 44   | 41     |
| 2006 | LG     | 4.80       | 9    | 0    | 0    | 2  | 5  | 0      | 0    | 0.286 | 201  | 45       | 52     | 7      | 11   | 3    | 23     | 28   | 24     |
| 2007 | SK     | 12.96      | 4    | 0    | 0    | 0  | 0  | 0      | 1    | 0.000 | 47   | 8 1/3    | 19     | 3      | 4    | 0    | 8      | 12   | 12     |
| 2008 | SK     | 1.93       | 14   | 0    | 0    | 0  | 0  | 0      | 1    | 0.000 | 53   | 14       | 13     | 0      | 1    | 0    | 5      | 3    | 3      |
| 2009 | 한화   | 6.75       | 8    | 0    | 0    | 0  | 0  | 0      | 0    | 0.000 | 45   | 10 2/3   | 14     | 1      | 1    | 0    | 9      | 8    | 8      |
| 통산 | 13시즌 | 4.55       | 278  | 21   | 7    | 75 | 65 | 5      | 4    | 0.536 | 5185 | 1200 1/3 | 1260   | 167    | 397  | 59   | 727    | 664  | 607    |